# 駒塚村
駒塚村（こまづかむら）は、かつて岐阜県羽島郡に存在した村である。
現在の羽島市中心部から東部（竹鼻町駒塚、竹鼻町狐穴、竹鼻町飯柄、竹鼻町蜂尻）に該当し、東は木曽川を挟んで愛知県に面する。

## 歴史
- かつてこの地域は尾張国中島郡であった。1586年（天正14年）の大洪水により木曽川の流れが大きく変わり、この地域は美濃国に編入されて美濃国中島郡となる。
- 江戸時代末期 - 駒塚村、狐穴村、飯柄村は尾張藩領。中島郡蜂尻村は天領であった。
- 1897年（明治30年）4月1日[1] - 羽栗郡と中島郡が合併し、羽島郡となる。中島郡駒塚村、狐穴村、飯柄村、蜂尻村が合併し、羽島郡駒塚村が発足。
- 1926年（大正15年）5月1日 - 竹ヶ鼻町に編入される。

1925年の計画では、竹ヶ鼻町には駒塚村の他に、江吉良村、福寿村が編入される予定であったが調整がうまくいかず、駒塚村のみの編入となった。

## 教育
- 駒塚尋常高等小学校（後の羽島市立竹ヶ鼻第二小学校）

## 交通機関
- 竹鼻鉄道
  - 竹鼻駅